# Brandanschlag auf Videothek in Osaka
Der Brandanschlag auf eine Videothek in Osaka ereignete sich am 1. Oktober 2008. Bei der Brandstiftung in der Erwachsenen-Videothek Shishashitsu Cats Nanba kamen 15 Männer ums Leben, 10 weitere Personen wurden verletzt, 4 davon schwer.
Der Brand brach um kurz vor 3 Uhr nachts aus. Die Löschung mit etwa 120 Feuerwehrleuten dauerte ca. 90 Minuten.
Eine vorherige Untersuchung der Videothek hatte ergeben, dass das Gebäude keine Rauchmelderanlage oder Brandschutztüren besaß. Zudem waren Notausgänge blockiert. Fünf Männer einschließlich des Videothekenbesitzers waren nach einem Gerichtsbeschluss im Juli desselben Jahres wegen Verletzung beruflicher Sorgfaltspflichten zu Bewährungsstrafen verurteilt worden.
Verantwortlich für die Brandstiftung war der ortsansässige Kazuhiro Ogawa, der zum Zeitpunkt des Anschlags 46 Jahre alt und arbeitslos war.
Kazuhiro Ogawa wurde am 27. Juli 2011 vom Obersten Gericht Osakas mit der Todesstrafe verurteilt. Er hatte sich zuvor als nicht schuldig bekannt. Seine Verteidiger argumentierten, dass das Feuer in einem anderen Raum ausgebrochen sei als dem, in dem sich Ogawa befand. Mehrere Augenzeugen sagten jedoch glaubhaft aus, Ogawa in dem Raum, in dem das Feuer ausbrach, gesehen zu haben.